# Natació sincronitzada al Campionat del Món de natació de 2015 – Rutina de duet tècnic mixt
La prova de rutina de duet tècnic mixt es va celebrar el 25 i 26 de juliol de 2015 a Kazan, Rússia.

## Resultats
La preliminar es va disputar el dia 25 a les 11:45 i la final el dia 26 a les 19:15

   *   Classificades
| Posició | Nedadors     | País                              | Preliminar | Preliminar | Final     | Final   |
| Posició | Nedadors     | País                              | Puntuació  | Posició    | Puntuació | Posició |
| ------- | ------------ | --------------------------------- | ---------- | ---------- | --------- | ------- |
| 1       | Estats Units | Christina Jones Bill May          | 86.7108    | 2          | 88.5108   | 1       |
| 2       | Rússia       | Aleksandr Maltsev Darina Valitova | 88.8539    | 1          | 88.2986   | 2       |
| 3       | Itàlia       | Manila Flamini Giorgio Minisini   | 85.4125    | 3          | 86.3640   | 3       |
| 4       | Ucraïna      | Oleksandra Sabada Anton Timofeiev | 84.0767    | 4          | 83.7653   | 4       |
| 5       | Japó         | Atsushi Abe Yumi Adachi           | 81.8724    | 5          | 82.3509   | 5       |
| 6       | Turquia      | Gökçe Akgün Yağmur Demircan       | 71.4913    | 6          | 74.7756   | 6       |